# Anomiopus juanae
Anomiopus juanae là một loài bọ cánh cứng trong họ Bọ hung (Scarabaeidae).